# Io che non sono l'imperatore
Io che non sono l'imperatore è il terzo album in studio del cantautore italiano Edoardo Bennato.

## Il disco
I testi e le musiche sono tutti dello stesso Bennato (tranne il testo di Feste di piazza, scritto da Patrizio Trampetti), così come gli arrangiamenti. I tecnici del suono sono Valter Patergnani, Mario Carulli, Dino Gelsomino e Carlo Martenet.
Il disco fu anticipato da un 45 giri uscito alla fine del 1974, Meno male che adesso non c'è Nerone/Parli di preghiere, il cui lato A fu inserito (con un diverso mixaggio) nell'album, mentre il retro rimase inedito su LP. Inoltre, nelle settimane precedenti, in una decina di numeri di Ciao 2001, Bennato aveva pubblicato alcuni racconti surreali, firmandosi Il professor Cono. Questo pseudonimo darà il titolo a una canzone dell'album, basata sulla storia del relativo personaggio. Gli articoli sono stati poi raccolti in un volume dal titolo Dirotterotti.
È un disco trasversale nella carriera di Bennato, presentando a tratti un forte carattere sperimentale. Può essere considerato un tentativo di Bennato di portare il blues a livelli atonali, anticipando in un certo senso i vocalizzi punk di John Lydon e probabilmente ispirato da Tim Buckley.
I testi sono surreali ma nello stesso tempo aderenti alla realtà politica di allora, con frecciate contro la censura, il Vaticano e la sinistra parlamentare.
In copertina e nell'interno spicca il progetto dello stesso Bennato, all'epoca studente in Architettura, per la metropolitana di Napoli, realizzato per la sua tesi di laurea e poi rifiutato dagli addetti ai lavori; il testo esplicativo che lo accompagna, mette in evidenza come il progetto dell'artista avesse, rispetto a quello approvato, un'attenzione maggiore verso il decentramento e il riutilizzo delle linee già esistenti, come la Cumana e la Circumvesuviana.
Tra i brani, oltre a quelli già citati, Ci sei riuscita, con le percussioni di Esposito in evidenza nel finale, Io per te Margherita - parodia delle canzoni d'amore strappalacrime - e Affacciati affacciati, registrata dal vivo il 28 settembre 1974 all'Università Bocconi di Milano: un attacco abbastanza esplicito alla figura del papa. Infatti, all'interno del disco il testo è illustrato a fianco da una fotografia di Piazza San Pietro. Feste di piazza racconta amaramente degli spettacoli all'aperto organizzati durante le campagne elettorali in favore di un tale aspirante parlamentare.
Tra i musicisti del disco, Roberto Giuliani del gruppo dei Maxophone.
L'ultima traccia comprende anche una seconda versione di Io che non sono l'imperatore, il cui testo è recitato a tempo di tarantella, sempre registrata live e non accreditata sul disco.
Uno special televisivo di Io che non sono l'imperatore fu realizzato dalla Rai e mandato in onda sul canale TV Nazionale il 18 dicembre 1975.
Il brano "Signor Censore" ha forti assonanze con "Are You Ready For The Country?" di Neil Young ma non vi è nessuna conferma che realmente Bennato abbia tratto ispirazione dal brano dell'artista canadese per la composizione di esso, come pure con "rollin and tumblin" dei Canned Heat

## Tracce
Musiche e testi di Edoardo Bennato, eccetto dove indicato
Lato A
1. Che ora è – 1:34
2. Meno male che adesso non c'è Nerone – 3:25
3. Ci sei riuscita – 3:49
4. Il professor Cono – 3:14
5. Io che non sono l'imperatore – 6:33

Lato B
1. Signor censore – 5:04
2. Feste di piazza – 6:18 (Patrizio Trampetti (testo), Edoardo Bennato (musica))
3. Io per te Margherita – 3:26
4. Affacciati affacciati – 5:38

## Formazione
- Edoardo Bennato – voce, chitarra, armonica
- Tony Esposito – percussioni
- Gigi De Rienzo – basso
- Eugenio Bennato – chitarra folk, fisarmonica, scrittura archi
- Shel Shapiro – chitarra elettrica
- Lucio Bardi – chitarra acustica
- Vince Tempera – pianoforte
- Fausta Vetere – chitarra acustica
- Roberto Giuliani – chitarra acustica
- Patrizio Trampetti – chitarra acustica
- Stefano Cerri – basso
- Robert Fix – sax contralto